# 马来西亚国家团结部
马来西亚国家团结部是马来西亚政府辖下的一个部门，负责管理国民团结、族群交流及华人新村事务。自2022年12月3日起，在安华内阁中，该部门由艾伦达干领导。

## 历史
1969年7月1日，国家团结局于首相署的麾下成立。1972年，国家团结局升格成为国家团结部，并于1974年回归首相署麾下。1980年，国家团结局更名为邻里原则及国家团结局，又于1983年改回原名。1990年，国家团结及社会发展部成立。2004年，国家团结局又回到了首相署，并更名为国家团结及融合局。2008年，国家团结及融合局与文化及艺术部部合并为团结、文化、艺术及遗产部。2009年4月，国家团结部及融合局又回到了首相署。2018年，国家团结部及融合局升格为国家团结部。

## 组织架构
国家团结部长是马来西亚国家团结部的最高政务官，由马来西亚首相任命。
国家团结部秘书长是国家团结部的最高事务官，并由2名副秘书长分管7个处。
- 部长
  - 秘书长
    - 秘书长直属
      - 组织通讯科（公关科）
      - 法律顾问办公室
      - 内部审计科
      - 廉政科

    - 副秘书长（规划及政策）
      - 政策及国际关系处
      - 社会发展处
      - 社会关系处
      - 团结理事会筹备处

    - 副秘书长（管理）
      - 管理服务处
      - 会计处
      - 信息管理处

### 附属联邦政府机构
1. 国家团结及融合局
2. 国家博物馆局

### 附属法定机构
1. 马来西亚国家档案馆
2. 马来西亚国家图书馆

### 附属基金会
1. 敦拉萨基金
2. 东姑阿都拉曼基金
3. 大专生志愿基金